# Automobili Turismo e Sport
 Automobili Turismo e Sport  va ser un equip italià de cotxes de competició que va arribar a disputar curses a la Fórmula 1.
L'escuderia va prendre part en dues temporades diferents (1963 i 1964) disputant 5 Grans Premis amb un total de 12 presències de monoplaces a la graella de sortida. Va debutar al GP de Mònaco que era la primera cursa de la temporada 1963, Els vehicles van ser pilotats pels pilots Giancarlo Baghetti (en 7 ocasions) i Phil Hill (en 5 ocasions) no assolint cap punt pel campionat del món de la F1.

## Resum
- Curses disputades:  7[3]
- Victòries: 0
- Podiums: 0
- Punts: 0